# Spevzip
Spevzip (Grško: Σπεύσιππος), starogrški filozof, * ok. 407, Atene, † 339/8 pr. n. št., Atene.
Bil je nečak filozofa Platona in njegov naslednik na Akademiji, čeprav je v nekaterih primerih nasprotoval Platonovim načelom. Akademijo je vodil 8 let do svoje smrti, ko ga je nasledil Ksenokrat.

## Življenje
Spevzip se je rodil okoli leta 407 pr. n. št. Rodil se je v Atenah Platonovi sestri Potoni. Očetu je bilo ime Eurimedon. O njegovem zgodnjem življenju ni znano praktično ničesar z izjemo podatka, da se je poročil s svojo nečakinjo. Več zapisov o Spevzipu je nastalo šele, ko je spremljal Platona na njegovem tretjem potovanju v Sirakuze.
Tam se je izkazal tudi v političnih igrah, kjer je bil v veliko Platonu v pomoč. Bil je tudi velik podpornik svojega prijatelja Diona, ki mu je pomagal pri prevzetju oblasti v Sirakuzah ter pri bojih proti rivalu Dioniziju mlajšem. Poročila o njegovih napadih jeze, pohlepu in razuzdanosti so verjetno nezanesljiva. Atenej iz Naukratije in Diogen Laertski jih nekritično povzameta iz pisem njegovega nasprotnika Dionizja mlajšega, ki ga je Dion izgnal iz Sirakuz. Pironistični filozof in satrik Timon iz Flijunta je cenil njegove moralne kvalitete, manj pa intelektualne sposobnosti. 
Platon ga je tudi izbral za svojega naslednika in ravnatelja Akademije. Vodenje Akademije je prevzel takoj po Platonovi smrti leta 347 pr. n. št. Vodil jo je samo 8 let do svoje nenadne smrti leta 339/8  pr. n. št. V svojem življenju naj bi napisal kar nekaj del, od katerih pa so se ohranili le fragmenti. Diogen Laertski našteje naslove nekaj njegovih del, kar pa ni v pomoč.
Umrl je leta 339 pr. n. št. najverjetneje za posledicami kapi.

## Filozofija
Četudi je bil naslednik Akademije, se je razhajal s Platonovim učenjem: njegovo teorijo idej je pod vplivom pitagorejcev bistveno bolj matematiziral kot njegov učitelj,  za najvišje počelo pa je postavil Eno, idejo Dobrega pa je smatral za drugotno pomembno, izenačil števila z idejami in od njih ločil matematična števila.

### Metafizika
Večino tega, kar vemo o Spevzipu, je ohranjenega pri njegovem glavnem kritiku, Aristotelu in sicer v  Metafiziki. In sicer trdi, da je Spevzip bistvo platonizma, ki uveljavlja brezčasno in nedoločljivo poreklo transcendentne realnosti absolutnega Enega in pojavnosti mnoštva. Ena bitnost obstaja za števila, druga za velikosti, tretja za dušo. Bitnost zato, ki ga padajoče razvrsti od števil pri vrhu Poskušata razložiti enotnost in raznolikost v vesolju. Platon je Eno povezoval z dobrim, medtem ko je Dvojnost zastopala zlo.
Spevzip je zanikal enotenje teh osnov z dobrim in zlim. Spevzip je dejal, da osnove kot je Eno ne moremo označiti za lepega ali dobrega, saj velja za počelo, ti dve lastnosti pa se pojavita pri končni stopnji razvoja in ne pri počelu. Argument je podprl tako, da je za zgled vzel rastlinski in živalski svet. Seme rastline je zasnova in ni popolna razvita oblika. S tem je zašel s smernic platonizma na starejše prepričanje, v katerem so temeljne osnove vesolja zasnovani kot vzroki za dobro in zlo in niso dobro oziroma zlo samo.
V skladu s svojim mišljenjem prav tako delno zavrača teorijo o prenosljivi vzročnosti, ki jo je podpiral Platon in platonisti ter bolj zagovarja teorijo o tuji vzročnosti. Prva pravi, da če ima nekaj zaznavnega lastnost F je to zaradi vključenosti tega v nekaj narave F. Lastnosti F se zato prenesejo tudi na to. Spevzip podpira idejo, da prvi vzrok za pojavitev lastnosti F ni sam F, temveč ima vse začetno z lastnostjo F tuj vzrok. S tem je sklepal da je vzrok nekakšna osnova F-jev, ker so F-ji stvarni ta hkrati velja tudi za osnovo stvarnega. Osnove stvari so nerazvite in preproste, kot to velja za Eno. V povezavi teorij lahko tudi sklepa, da Eno ni stvarno vendar je počelo nestvaren vzrok. Strinjal se je, da se na primer človeške lastnosti prenesejo na potomce, kar se ujema s Platonovo teorijo o prenosljivi vzročnosti, zato pa je Spevzip teorijo o tuji vzročnosti grobo omejil na prve vzroke in osnove, a je o tem ohranjenih premalo zapisov, da bi njegovo stališče globlje razumeli.
Spevzip zavrača Platonovo teorijo form/idej in s tem tudi formalne številke. Platon je zagovarjal obstoj formalnih in matematičnih številk, slednjih je neskončno mnogo za vsako številko, formalno število pa za vsako številko obstaja le eno, izvorno. Tudi tu vidimo ujemanje z njegovo teorijo tuje vzročnosti saj matematične inačice z lastnostjo neke številke v skladu s teorijo niso nastale iz neke druge izvorne številke z istimi lastnostmi, kot je to v primeru Platonovih formalnih števil. Izkaže se tudi, da Spevzip ni priznaval 1 kot števila, saj 1 ni število kot samo, temveč zgolj osnova štetja (v antični Grčiji so obravnavali zgolj naravna števila).
S svojimi pogledi se odloči redefinirati razdelitev vrst bitnosti. Veljalo je, da je bitnost sama individualna in obstaja sama po sebi, kar je v nasprotju s snovjo. Je torej entiteta, ki ji lahko pripišemo lastnosti, a ni snovna. V Platonovi teoriji form/idej je bitnost splošnost oziroma oblika (forma), saj ima lastnosti, a ni sama snov. Ker ima več objektov isto splošnost (formo) bi to pomenilo, da bitnost ni več individualna temveč postane splošna, kar je razlog, da Platon bitnosti razdeli na formalne in matematične, kot je to storil s števili. Spevzip razdeli bitnosti na štiri nivoje. Prvi nivo pripada Enemu, drugi ki zavzema prva bitja, števila, stopnje ter osnovne geometrijske like. Tu se po njegovem razvije lepota in dobro. Slednji stopnji pripadata dušam in zaznavnim objektom. Tu se začne kazati mnoštvo ter grdost in zlo.

### Epistemologija
Spevzip je menil, da nečesa ne moremo definirati, če ne poznamo vsega po čemer se razlikuje od ostalega. Taka ideologija je različica holizma. S to idejo si je postavil cilj združiti vse stvari, ki se jih filozofsko obravnava s podobnega vidika. Poleg razlik med stvarmi je iskal tudi podobnosti med znanostmi iz česar so se porodile ideje o razlikovanju rodov in vrst, saj je preučeval podobnosti in razlike, da bi tako sistematsko delitev lahko definiral. Po obravnavi ved se je odločil, da je filozofijo potrebno razdeliti na tri veje: dialektiko, etiko in fiziko. Takšno delitev je pred njim že začel snovati Platon.
V primerjavi s Platonom je Spevzip razlikoval med objekti, ki izvirajo v mislih in stvarnimi objekti oziroma objekti čutne zaznave. Pokazati skuša, da lahko zaznavo spremenimo v znanje, če jo predpostavimo z uporabo racionalne resnice.
Spevzip je tako vse razvrščal v gnezdene podskupine glede na razlike v njihovih lastnostih. Število 3 je na primer ležalo med lihimi števili v podskupini praštevil. Aristotel je v metafiziki ponazoril tudi, da bi Spevzip človeka uvrstil med nožne krotke živali in sicer v podskupino dvonožnih. Težava Spevzipovega načela je, da bi za pretvorbo teorije v praktično uporabno znanje morali kategorizirati vse obstoječe v tako drevesno strukturo podskupin, takšna ureditev pa bi bila neznansko velika in nepraktična. V praksi se zato ideja ni prijela, so pa na podobnem principu zasnovani določevalni ključi, kot se porabljajo na primer za identifikacijo vrst v biologiji.

### Etika
Glede na seznam njegovih del lahko sklepamo o njegovem zanimanju za družbo, kar pa v antični filozofiji obravnava etika. V poročilu je zapisano, da Spevzip obravnava srečo kot stanje, ki je popolno v skladu z naravo. Stanje, ki si ga želimo doseči vsi ljudje in nam nudi mir pred motečimi dejavniki, ki bi motili naše dobro. S teh zapisov lahko predvidevamo, da bi bila Spevzipova etika lahko ozadje idejam stoicizma in epikurejcev.
Sodobnejši filozofi so zaznali močno polemiko med Spevzipom in Evdoksom, glede na njun vidik sreče in dobrega. Evdoks odobrava dobro kot človeški cilj, a ga označi kot užitek v nasprotju s Spevzipovim osredotočenjem na moralne vrednote. Verjetno je, da je konflikt med Spevzipom in Evdoksom vplival na Platonovo knjigo Fileb.
Domnevamo tudi, da je Spevzip nadaljeval razvoj Platonove ideje pravice in državljanstva ter osnovna načela zakonodaje.

## Dela
Diogen Laertski, grški zgodovinar in leksikograf, ki se je specializiral za pisanje biografij grških filozofov, navaja dela, ki jih je v svojem življenju napisal Spevzip. Zapisal je, da dela skupaj vsebujejo 43,475 vrstic, a je ohranjenih le nekaj teh tekstov, zato podatkov ne moremo potrditi. Prav tako tudi letnice zapisa posameznih del ostajajo skrivnost.
Seznam del, kot ga navaja Diogen Laertski:
- Aristip Kirenski

- O bogastvu (1 kniga)

- O užitku (1 knjiga)

- O pravici

- O filozofiji

- O prijateljstvu

- O bogovih

- Filozof

- Replika Kefalu

- Kefal

- Klinomah ali Lizias

- Državljan

- Duše

- Replika Grillusu

- Aristip

- Kritika o vrstah umetnosti (vsaka v svoji knjigi)

- Avtobiografije v dialogu

- Razprava o sistemu (1 knjiga)

- Govori o podobnostih v znanosti (10 knjig)

- Razdelitve in hipoteze nanašajoče na podobnosti

- O tipičnih rodovih in vrstah

- Replika na anonimno delo

- Slavospev Platonu

- Pisma Dionu, Dioniziju in Filipu

- O zakonodaji

- Matematik

- Mandrobol

- Lizias

- Definicije

- Zbirka komentarjev / kritik